# Cashback
Un servizio di cashback, in italiano ristorno o rimborso, è una pratica che permette agli utenti registrati di ricevere una percentuale degli importi spesi per i loro acquisti effettuati presso i negozi online convenzionati. Molto spesso i siti  che propongono questo servizio presentano anche un sistema di referenza grazie al quale è possibile guadagnare una percentuale extra derivante dalle attività dei propri invitati (referral).

## Come funziona
Il sito o l'ente che eroga il servizio guadagna una percentuale degli acquisti effettuati dai propri utenti su uno dei negozi convenzionati e riversa una parte di questo suo guadagno a chi ha effettivamente acquistato.
L'utente registrato può guadagnare denaro da molteplici tipi di acquisto online come viaggi, abbigliamento, prodotti elettronici e prodotti finanziari. Nato inizialmente come un servizio puramente online, negli ultimi anni il cashback sta diventando sempre più diffuso anche offline a livello locale grazie all'utilizzo di coupon creati appositamente allo scopo.
Il vantaggio importante è che, acquistando su un sito di cashback, si mantengono anche le offerte e gli sconti eventualmente fatti dal venditore affiliato, che si combinano con il cashback e l'utente può risparmiare ancora di più.
Come anticipato, sempre più siti incentivano i propri utenti attraverso un sistema di referenza che garantisce loro dei vantaggi extra quando invitano degli amici a utilizzare il servizio di cashback, spesso una percentuale dell'importo speso dai propri invitati. In questo modo i benefici valgono sia per l'utente che per il sito, che trova un canale pubblicitario alternativo e spesso più economico rispetto a quelli classici.
Solitamente il sito di cashback pone un limite minimo da raggiungere per poter richiedere il pagamento (il cosiddetto "payout"), rendendo così necessaria per l'utente la fidelizzazione. Normalmente il pagamento avviene tramite assegno, proprio per rendere meglio l'idea che non si tratta di sconto ma di guadagno e in alternativa anche con accredito sul conto PayPal o con bonifico bancario.

## Tecnologia
I siti di cashback utilizzano dei collegamenti di affiliazione personalizzati per monitorare il pubblico in uscita dal proprio servizio e, grazie all'utilizzo dei cookie, permettono di tracciare le singole operazioni di acquisto assegnandole al rispettivo acquirente iscritto al sito.
Esistono anche servizi di estensione del browser che, dopo essere stati installati sul proprio motore di ricerca, avvisano direttamente l'utente che il negozio virtuale presso cui sta acquistando il bene o servizio è già presente in qualche sito di cashback.